# Poppy appeal

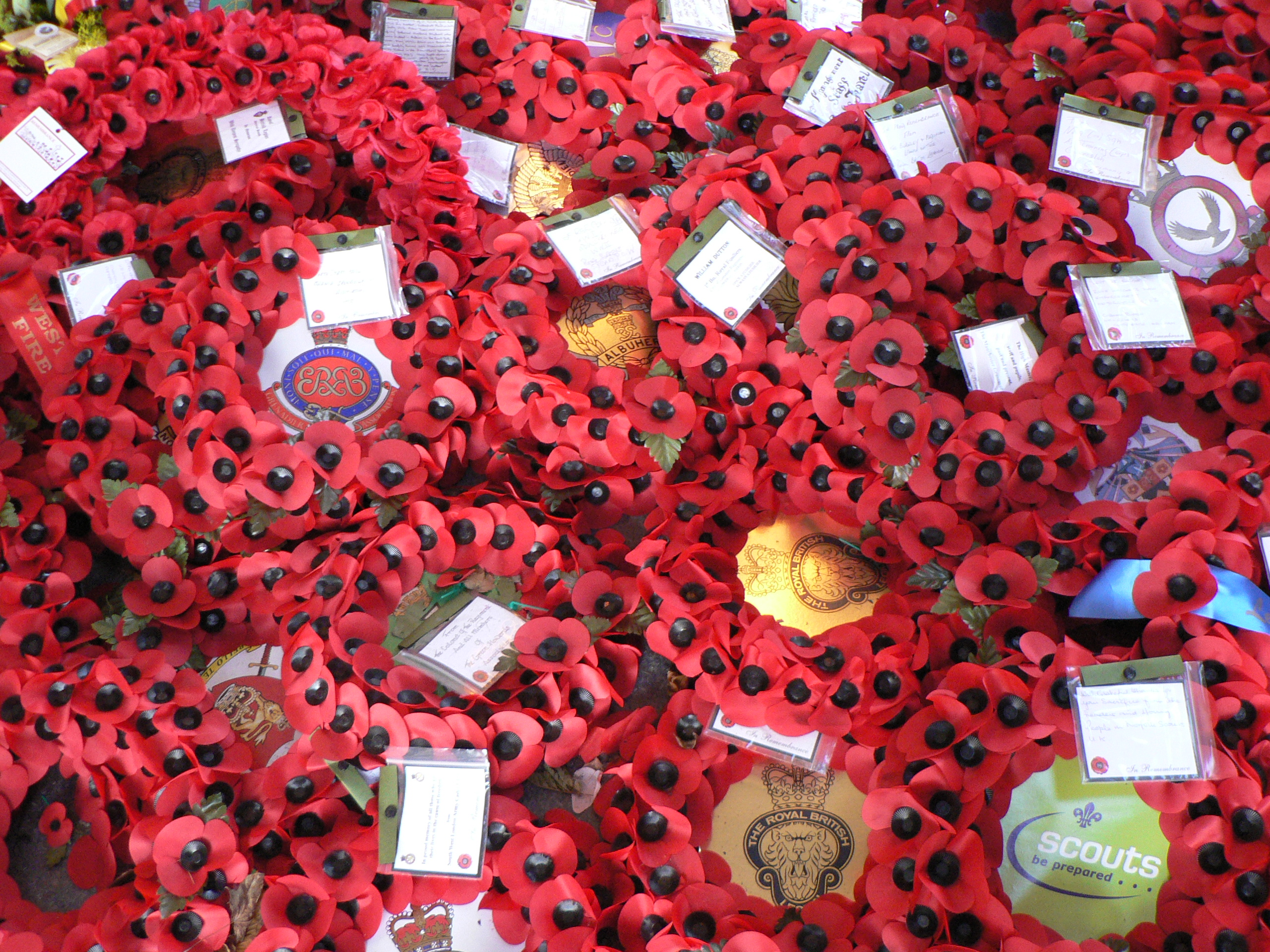
Konstgjorda kornvallmokransar vid ett krigsmonument i Ypres.

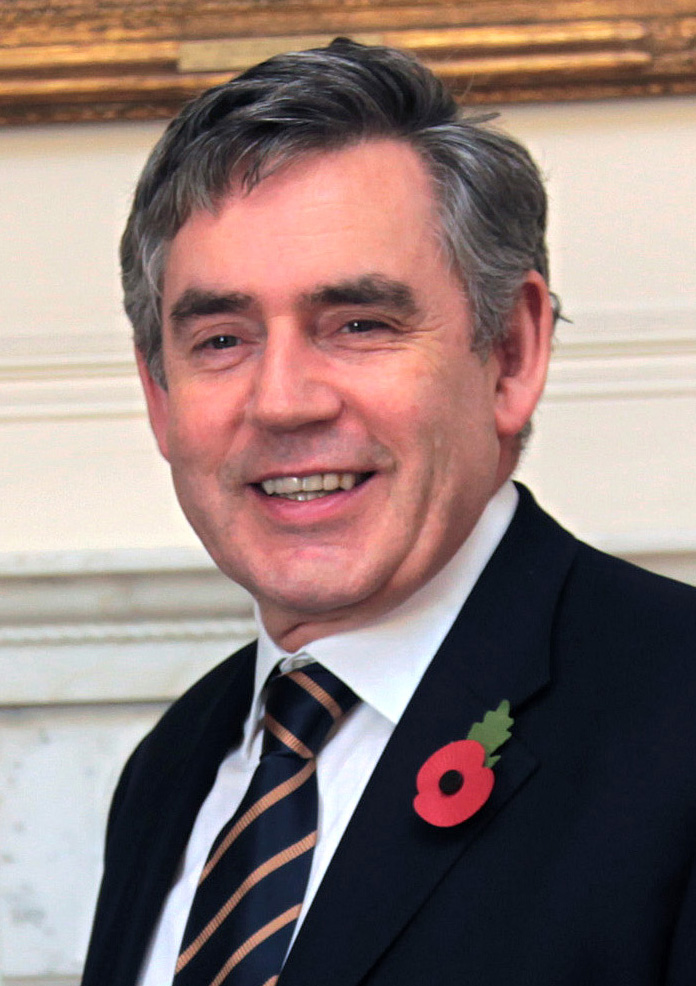
Den brittiske politikern Gordon Brown med en kornvallmoblomma av papper på kavajslaget.

Poppy appeal (ungefär ’vallmouppropet’) kallas användningen av kornvallmo (Papaver rhoeas) som sedan cirka 1920 förekommit som ett sätt att minnas soldater som stupat i krig. 

## Bakgrund
Bruket uppstod först i USA för att minnas de som stupade i första världskriget, men används numera främst i nuvarande och tidigare medlemsstater i organisationen Samväldet för att minnas och hedra soldater som stupat sedan 1914. I dessa stater bärs ofta konstgjorda vallmoblommor på hågkomstens dag den 11 november och under några veckor dessförinnan. Vallmokransar läggs ofta vid krigsmonument.
Vallmons betydelse kommer från den kanadensiske läkaren John McCraes dikt På Flanderns fält (In Flanders Fields). Vallmoemblemet valdes därför att den blommade på några av de värsta slagfälten i Flandern under första världskriget och dess röda färg symboliserar blodsutgjutelsen under det fruktansvärda skyttegravskriget.
Några väljer att bära vita vallmoblommor vilket symboliserar en önskan att välja fredliga alternativ framför militärt ingripande.
I Storbritannien säljer Royal British Legion som stöttar krigsveteraner och aktiv militär personal papperskornvallmoblommor veckorna omkring 11 november.